# 4239 Ґудмен
4239 Ґудмен (4239 Goodman) — астероїд головного поясу, відкритий 17 липня 1980 року.
Тіссеранів параметр щодо Юпітера — 3,663.